# خيفوداوات
الخيفوداوات (الاسم العلمي:Ecitoninae) هي أسرة من الحشرات تتبع فصيلة النمل من رتبة غشائيات الأجنحة.

## التصنيف
- الخيفوداوية
  - الخيفود